# آرك: سرفايفل إفولفد
آرك: سرفايفل إفولفد (بالإنجليزية: Ark: Survival Evolved)‏ هي لعبة فيديو أكشن-مغامرات صدرت في أغسطس 2017، طورتها ستوديو وايلدكارد وإنستنكت غيمز. ونشرت على أجهزة لينكس، و‌مايكروسوفت ويندوز، و‌ماك أو إس، و‌بلاي ستيشن 4، و‌إكس بوكس ون، ونينتندو سويتش، و‌آي أو إس، و‌أندرويد. واللاعبون في هذه اللعبة يكون عليهم الصراع من أجل البقاء ضد الديناصورات والجو وكذلك عليهم أن يجمعوا الطعام والشراب كي يعيشوا.

## وصلات خارجية
- آرك: سرفايفل إفولفد على موقع Google Play (الإنجليزية)
- الموقع الرسمي